# راديو وتلفزيون البوسنة والهرسك
راديو وتلفزيون البوسنة والهرسك وكان يُعرَف سابقًا باسمِ خدمة البث العامة للبوسنة والهرسك وخدمة الراديو البوسنية هي منظمة إذاعية شاملة والعضو الوحيد في اتحاد البث الأوروبي من البوسنة والهرسك.

## وصلات خارجية
- الموقع الرسمي